# Anglo-Vasco
Anglo-Vasco (également appelé El Anglo) est le nom d'un quartier de la ville de Vitoria-Gasteiz (Alava - Pays basque) en Espagne. Il compte une population de 4.707 habitants (2008).
El Anglo se situe à l'est du Alde Zaharra, et est la première extension de la ville de Vitoria-Gasteiz à l'est du noyau médiéval.
Ce quartier est associé dans son nom et son histoire à une ligne ferroviaire de voie étroite déjà disparue, celle du The Anglo-Vasco-Navarro Railway Company, qui reliait Bergara au Guipuscoa avec Estella en Navarre en passant par Vitoria. Ce train, qui a fonctionné entre 1888 et 1968 était connu comme Le basco-navarrais au Guipuscoa et comme El Anglo à Vitoria-Gasteiz. La gare vitoriano/a (es) 
- gazteiztarra (eu) (gentilé de Vitoria-Gasteiz) d'Anglo-Vasco se trouvait dans l'actuelle Avenue de Los Herrán, et actuel quartier éponyme, extension comprise entre les voies du chemin de fer et le Casco Antiguo.
Quand la ligne ferroviaire a été fermée par son manque de rentabilité en 1968, les voies ferrées qui passaient par la ville ont été démontées et à la place on a créé deux larges avenues, les actuelles avenues Obispo Ballester et Los Herrán. Ces avenues continuent à marquer la limite orientale du quartier d'El Anglo. Curieusement Los Herrán porte le nom des frères qui ont été promoteurs de la voie ferrée au XIXe siècle.
Actuellement le bâtiment le plus emblématique du quartier est le Musée Artium d'art contemporain, inauguré en 2002.